# Warrior Sports
Warrior Sports é um fabricante estadunidense de equipamentos desportivos, especialmente lacrosse, hóquei no gelo e futebol, sediada em Warren (Michigan). Em 2012, Warrior entrou no mercado de futebol, produzindo uniformes e equipamentos de treinamento para vários clubes ao redor do mundo. É subsidiária da New Balance.

## História
Em abril de 2012 , a Warrior Sports assinou um contrato de patrocínio com o  Liverpool no valor de € 25 milhões por temporada a partir da temporada 2012/13, pelo próximos seis anos, superando o recorde do também inglês, Manchester United, de € 23.300.000 pagos pela Nike e do acordo anterior da Adidas € 13 milhões. 

## Futebol

### Clubes
- Randers[10]
- Odds BK
- Shamrock Rovers

### Jogadores
- Craig Bellamy
- Robbie Fowler
- Tom Ince
- Jose Baxter
- Matt Smith
- Danny Graham
- Marouane Fellaini[11]
- Vincent Kompany [12]
- Jonás Gutiérrez[13]
- Fernando [14]
- Eduardo Carneiro
- Hermann Nutzlos
- Bjørn Helge Riise
- Nikica Jelavić
- Takayuki Suzuki

## Lacrosse

### Clubes
- Hamilton Nationals
- Denver Outlaws
- Chesapeake Bayhawks
- Long Island Lizards
- Ohio Machine
- Rochester Rattlers

### Causas de caridade e associações

#### Clube
- Hollywood All-Stars F.C.